# Нийт Порт Толбът
Нѝйт Порт То̀лбът (на английски: Neath Port Talbot, звуков файл и буквени символи за английското произношение , на уелски: Castell-nedd Port Talbot, Кастел-Нѐд Порт Та̀лбот, изговаря се по-близко до Кастехл-Нѐд Порт Та̀лбот) е административна единица в Уелс, със статут на графство-район (на английски: county borough). Образувана е със Закона за местното управление от 1994 г. Областта е разположена в Южен Уелс и граничи със Суонзи на запад, Кармартъншър и Поуис на север, Бридженд и Ронда Кънън Таф на изток. Нийт Порт Толбът се намира на територията на историческото графство Гламорган. Главен град е Порт Толбът.

## Градове
- Абърейвън
- Бритън Фери
- Глин Нийт
- Нийт
- Понтардауе
- Порт Толбът

## Села
- Скиуен